# 厚唇鲤
厚唇鲤（学名：Cyprinus crassilabris）为鲤科鲤属的鱼类，俗名狗头鱼。在中国，分布于云南洱海等。该物种的模式产地在云南洱海。

## 扩展阅读
維基物種上的相關：厚唇鲤